# Сумбатов, Василий Александрович
Князь Васи́лий Алекса́ндрович Сумба́тов (25 декабря 1893 (6 января 1894), Санкт-Петербург — 8 июля 1977, Ливорно) — русский поэт, переводчик и художник «первой волны» эмиграции.

## Биография
Учился в кадетском корпусе. С 1914 года — в действующей армии, был ранен, награждён Георгиевским крестом 4-й степени. В октябре 1916 года перенёс тяжёлую контузию. В 1918 году вместе с женой уехал из Москвы в Крым.
В апреле 1919 года на пароходе «Екатеринославль» Сумбатовы покинули Крым, провели некоторое время на острове Халки и в Константинополе. В 1920 году на итальянском пароходе Красного Креста прибыли в Рим. Сумбатов работал рисовальщиком для Ватикана, дизайнером по тканям, заведовал русским книжным магазином. В годы Второй мировой войны был деятелем итальянского Движения Сопротивления, помогал врангелевскому кадету Алексею Флейшеру координировать действия советских военнопленных.
С 1959 года жил в Больцано, с 1964 года — в Ливорно. В последнее десятилетие жизни практически лишился зрения. Поддерживал дружеские отношения с поэтом-отшельником Анатолием Гейнцельманом.
Автор трёх поэтических сборников: «Стихотворения» (Мюнхен, 1922), «Стихотворения» (Милан, 1957) и «Прозрачная тьма» (Ливорно, 1969). Переводил итальянских, немецких и английских поэтов.
Стихи (с патриотическими и религиозными мотивами) в классической манере, в основном в духе поэтики второй половины XIX в.
Наиболее полное издание:
- Прозрачная тьма: Собрание стихотворений / Сост. Л. Алексеевой; науч. ред. и подготовка текста В. Резвого. Предисл. и биогр. справка С. Гардзонио. — М.: Водолей Publishers, 2006. — 406 с. — ISBN 978-5-902312-71-0